# Lei Peifan
Lei Peifan est un joueur de snooker chinois né le 31 mai 2003 à Ankang. Sa carrière est principalement marquée par un succès en tournoi classé, lors de l'Open d'Écosse 2024, où il remporte quatre de ses six matchs (hors qualifications) en manche décisive.

## Carrière
Chez les juniors, il échoue deux fois en finale du championnat du monde des moins de 18 ans, en 2017 et en 2018. En mai 2019, à seulement 16 ans, Lei Peifan obtient sa place sur le circuit professionnel pour deux saisons après ses bons résultats sur le circuit amateur de la Q School. 
Le 31 mars 2024, Lei Peifan s'impose comme champion d'Asie-Pacifique et regagne, de fait, sa place sur le circuit professionnel, perdue en fin d'année 2023.  
Sans être flamboyant, le jeune joueur d'Ankang améliore ses résultats au début de la saison 2024-2025, se qualifiant notamment pour le championnat du Royaume-Uni fin novembre. Quelques jours après, il crée l'une des plus grosses surprises de l'histoire du snooker en s'imposant à l'Open d'Écosse. Son tournoi est marqué par quatre victoires de suite en manche décisive, dont deux contre des top 10 (Shaun Murphy et Mark Allen), puis par un succès contre un joueur de sa génération ; Wu Yize, en finale (9-5). Il se hisse à la 43e place mondiale et s'assure un maintien sur le circuit professionnel à la fin de la saison. Le jeune Peifan fait une nouvelle fois parler de lui lors des championnats du monde de fin de saison où, obtenant sa première qualification, il sort le champion en titre Kyren Wilson.   

## Palmarès
| Légende | Catégorie                      | Titres                         | Finales                        |
|         | Tournois classés               | 1                              | 0                              |
|         | Tournois non classés           | 0                              | 0                              |
|         | Tournois amateurs              | 0                              | 2                              |
| Gras    | Tournois de la triple couronne | Tournois de la triple couronne | Tournois de la triple couronne |

### Titres
| Saison    | Nom du tournoi | Lieu      | Finaliste | Score | Tableau |
| 2024-2025 | Open d'Écosse  | Edimbourg | Wu Yize   | 9-5   | Tableau |

### Finales perdues
| Saison | Nom du tournoi                                       | Lieu  | Finaliste              | Score | Tableau |
| 2017   | Championnat du monde amateur des moins de 18 ans     | Pékin | Muhammad Naseem Akhtar | 3-5   |         |
| 2018   | Championnat du monde amateur des moins de 18 ans (2) | Jinan | He Guoqiang            | 4-5   |         |